# 噬蜥鳄属
噬蜥鱷屬（學名︰Dakosaurus），又譯達克龍或達寇龍。是中喙鱷下的一個屬，體型大，牙齒有鋸齒，側向扁平。噬蜥鱷是肉食性動物，大部份時間都生活於海洋中。從牠們那適應海中生活的特徵，可見牠們很可能是在海中交配。不過由於仍未有噬蜥鱷的蛋或巢被發現，究竟牠們是否如海豚及魚龍類般在海中出生，或是像龜在岸上出生，仍是未知。
噬蜥鱷命名于1956年，由Friedrich August von Quenstedt根據數顆Th. Plieninger挖出的牙齒建立，當時為地蜥鱷。

## 詞源學
噬蜥鱷的屬名Dakosaurus來自希臘語 dakos，意為“噬咬”與sauros 意為“蜥蜴”，即“噬咬蜥蜴”，因為其雙顎長有鋒利的牙齒。

## 發現與物種

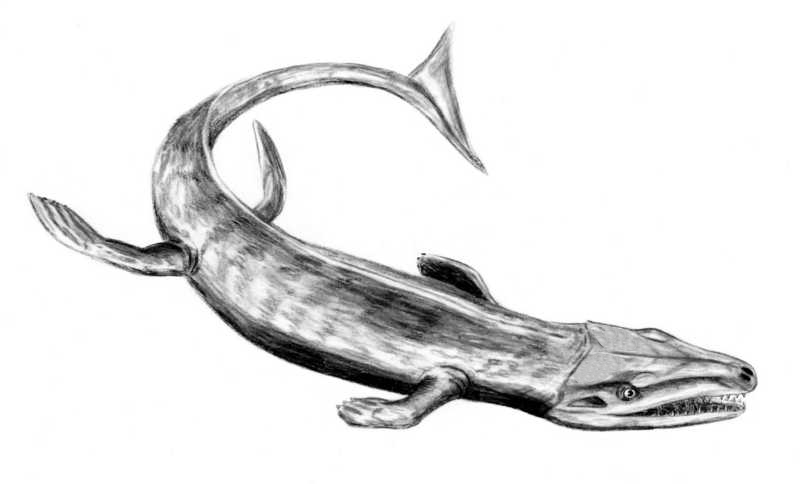
巨噬蜥鱷

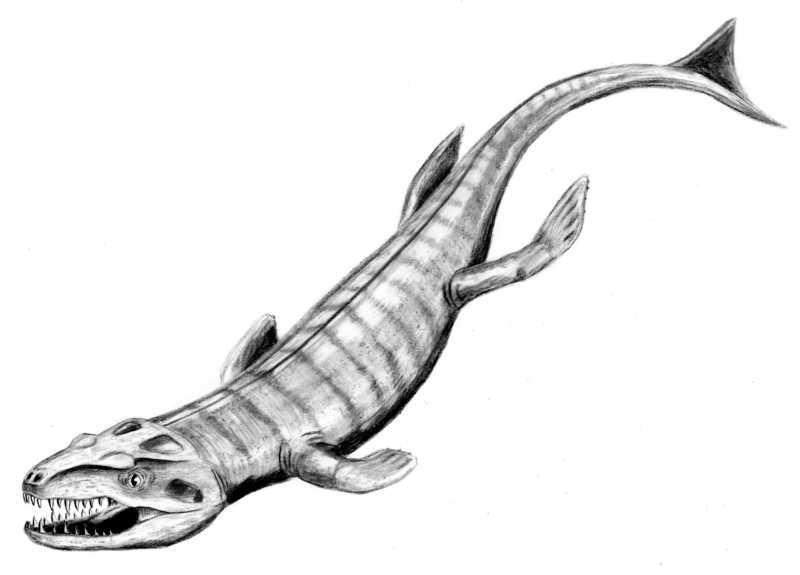
安第斯噬蜥鱷

在19世紀，噬蜥鱷的最早化石發現於德國，這些分散的牙齒曾被誤認為屬於獸腳亞目的巨齒龍。在1856年，德國古生物學家von Quenstedt將Plieninger命名的巨地蜥鱷（Geosaurus maximus）牙齒化石，命名為噬蜥鱷（Dakosaurus）。在當時，von Quenstedt認為噬蜥鱷是種恐龍。
噬蜥鱷的化石已在英格蘭、法國、瑞士、德國、波蘭、俄羅斯阿根廷、以及墨西哥等地發現。另外在歐洲各地也發現噬蜥鱷的牙齒，年代屬於牛津階到凡藍今階。

### 有效種
在噬蜥鱷屬中的物種包括：
- 巨噬蜥鱷（D. maximus）：模式種，化石從西歐（英格蘭、法國、瑞士及德國）發現，生活於晚侏羅紀（晚啟莫里階至早提通階）[6][7]。
- 安第斯噬蜥鱷（D. andiniensis）：生活於晚侏羅紀（晚提通階）至上白堊紀（早貝里亞階）。化石於1987年發現於阿根廷內烏肯省，但在1996年才建立名稱[3]。兩個近年發現的頭骨，口鼻部短而高，顯示安第斯噬蜥鱷在中喙鱷科（最適應海洋生活的鱷魚）中相當獨特；也使安第斯噬蜥鱷有「哥吉拉」的暱稱[16]。
- 尼西亞噬蜥鱷（D. nicaeensis）：最初在1913年被分類為巨齒龍科恐龍。在1982年，被歸類為地蜥鱷科的安吉奧拉鱷屬Aggiosaurus，並是噬蜥鱷的近親[17]。模式標本的保存狀態差，因此被認為是疑名。在2009年的地龍重新研究，研究了相關物種的有效性、互相關係。在這份研究中，研究人員認為Aggiosaurus是達克龍的次異名[4]。

### 未命名種
在墨西哥的一個地層，發現了噬蜥鱷的不完整頭骨，年代為啟莫里階。

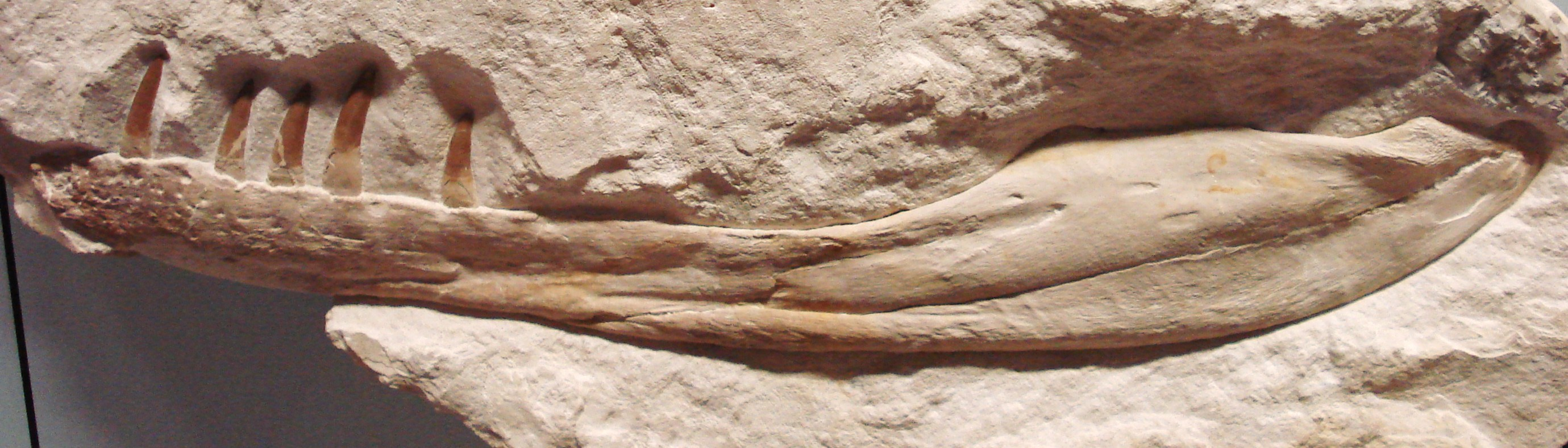
巨噬蜥鱷的標本（編號SMNS 82043）

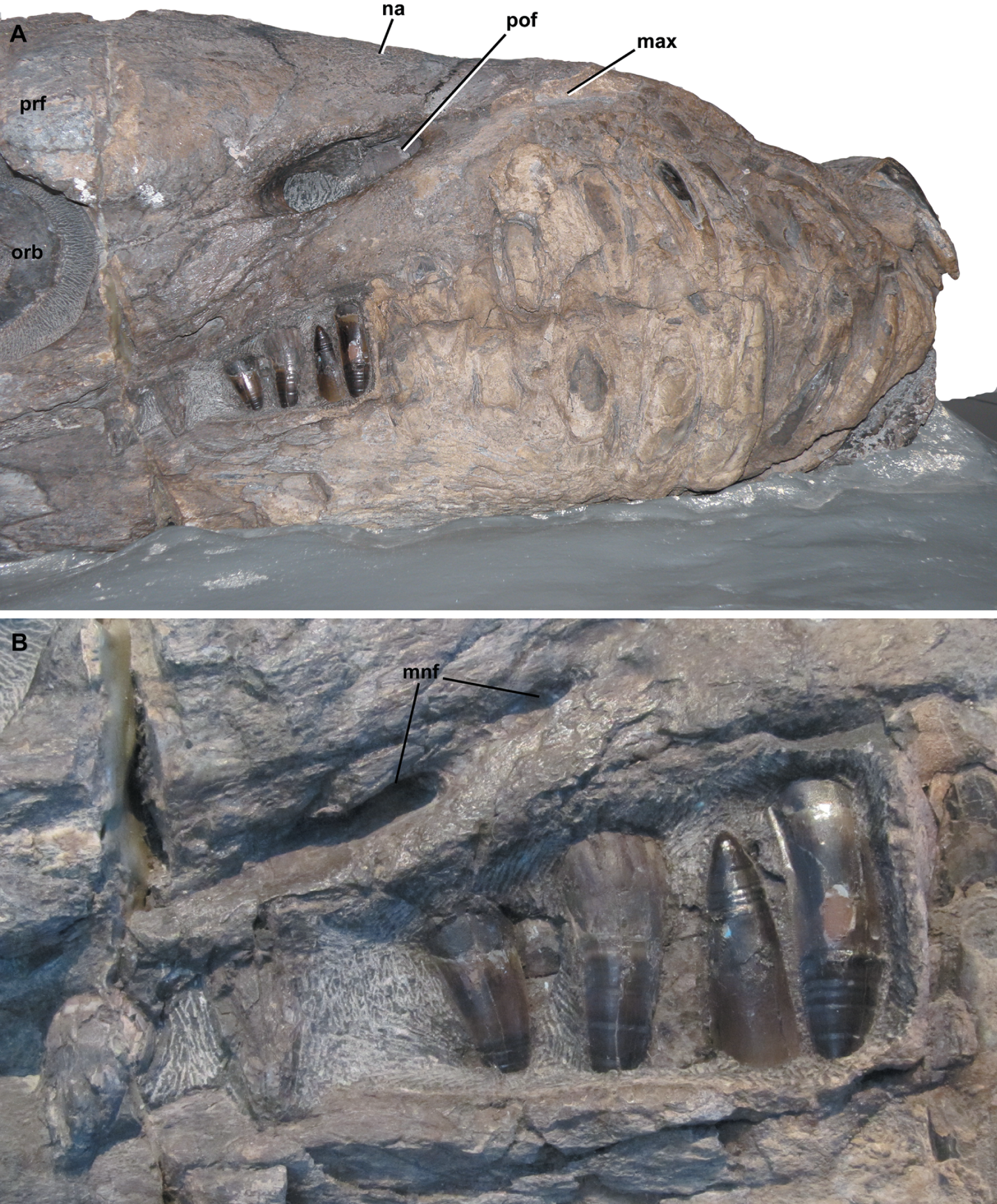
安第斯噬蜥鱷的標本（編號MOZ 6146P）

## 分類
Dacosaurus是拼法錯誤。根據2007年的親緣分支分類法研究，噬蜥鱷屬不是個單系群，巨噬蜥鱷與安第斯噬蜥鱷似乎另外形成一個單系群。
以下演化樹來自於2011年的侏羅紀地蜥鱷科研究：
| 噬蜥鱷 | 曼氏近鱷 Plesiosuchus manselii                                                    |
|        | 曼氏近鱷 Plesiosuchus manselii                                                    |
|        | \| \| 安地噬蜥鱷 D. andiniensis \| \| \| \| \| \| 巨噬蜥鱷 D. maximus \| \| \| \| |
|        |                                                                                   |
|        | 安地噬蜥鱷 D. andiniensis                                                         |
|        |                                                                                   |
|        | 巨噬蜥鱷 D. maximus                                                               |
|        |                                                                                   |

|  | 安地噬蜥鱷 D. andiniensis |
|  |                           |
|  | 巨噬蜥鱷 D. maximus       |
|  |                           |

| 噬蜥鱷 | 曼氏近鱷 Plesiosuchus manselii                                                    |
|        | 曼氏近鱷 Plesiosuchus manselii                                                    |
|        | \| \| 安地噬蜥鱷 D. andiniensis \| \| \| \| \| \| 巨噬蜥鱷 D. maximus \| \| \| \| |
|        |                                                                                   |
|        | 安地噬蜥鱷 D. andiniensis                                                         |
|        |                                                                                   |
|        | 巨噬蜥鱷 D. maximus                                                               |
|        |                                                                                   |

|  | 安地噬蜥鱷 D. andiniensis |
|  |                           |
|  | 巨噬蜥鱷 D. maximus       |
|  |                           |

已下演化樹則來自於2011年的地蜥鱷科體型研究：
| 噬蜥鱷 | 墨西哥的未命名標本                                                                |
|        | 墨西哥的未命名標本                                                                |
|        | \| \| 安地噬蜥鱷 D. andiniensis \| \| \| \| \| \| 巨噬蜥鱷 D. maximus \| \| \| \| |
|        |                                                                                   |
|        | 安地噬蜥鱷 D. andiniensis                                                         |
|        |                                                                                   |
|        | 巨噬蜥鱷 D. maximus                                                               |
|        |                                                                                   |

|  | 安地噬蜥鱷 D. andiniensis |
|  |                           |
|  | 巨噬蜥鱷 D. maximus       |
|  |                           |

| 噬蜥鱷 | 墨西哥的未命名標本                                                                |
|        | 墨西哥的未命名標本                                                                |
|        | \| \| 安地噬蜥鱷 D. andiniensis \| \| \| \| \| \| 巨噬蜥鱷 D. maximus \| \| \| \| |
|        |                                                                                   |
|        | 安地噬蜥鱷 D. andiniensis                                                         |
|        |                                                                                   |
|        | 巨噬蜥鱷 D. maximus                                                               |
|        |                                                                                   |

|  | 安地噬蜥鱷 D. andiniensis |
|  |                           |
|  | 巨噬蜥鱷 D. maximus       |
|  |                           |

## 古生物學

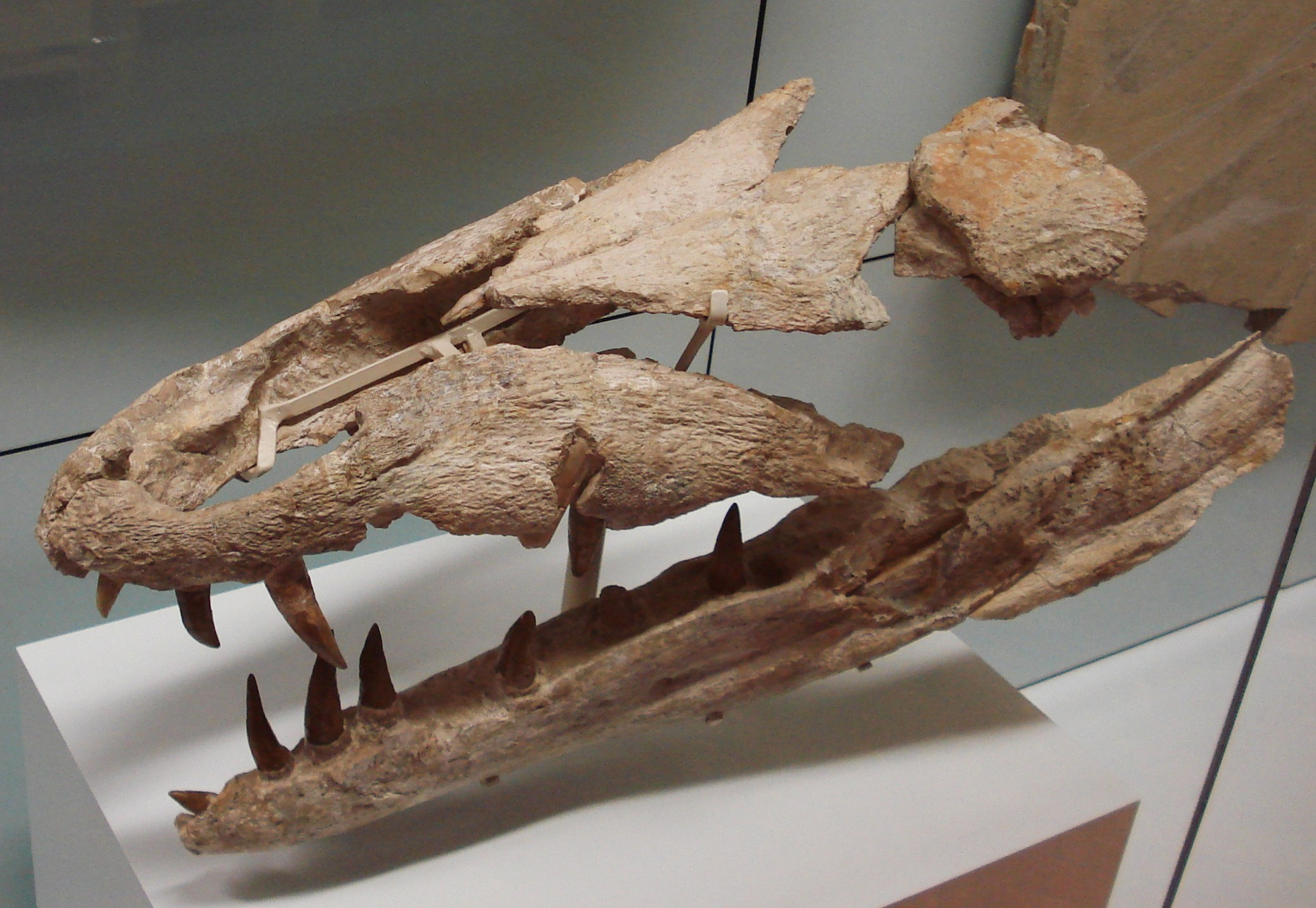
噬蜥鱷的頭顱骨，位於斯圖加特自然歷史博物館

### 體型
所有已知的噬蜥鱷物種都約為4到5米長，噬蜥鱷算是大型生物。牠的身體呈流線形，提供了強大的水動力。配合牠那有鰭的尾巴，使牠游泳比現今鱷魚更有效率。

### 鹽腺
在墨西哥發現的不完整頭骨，其頭骨內有疑似鹽腺的腔室；地蜥鱷與中喙鱷也有相同的鹽腺。但沒有確切證據顯示這些腔室內含鹽腺。

### 生態位
德國巴伐利亞州的Mörnsheim組（屬於索倫霍芬石灰岩，年代為早提通階）發現了5種海鱷類化石，其中包含巨噬蜥鱷龍、其他3種地蜥鳄、狹蜥鱷的化石。科學家提出這些海鱷纇的生態位不同，依此得以互相共存。噬蜥鱷與巨型地龍的體型大，口鼻部短，有鋸齒狀牙齒，似乎是當地的頂級掠食動物。纖細地龍、G. suevicus與真蜥鱷科狹蜥鱷可能主要以魚類為食。
德國南部的Nusplingen石灰岩層，年代較索倫霍芬石灰岩晚，屬於啟莫里階晚期。當地發現了G. suevicus與巨噬蜥鱷（D. maximus）的化石。與索倫霍芬的狀況相同，噬蜥鱷是頂級掠食動物，而G. suevicus主要以魚類為。。

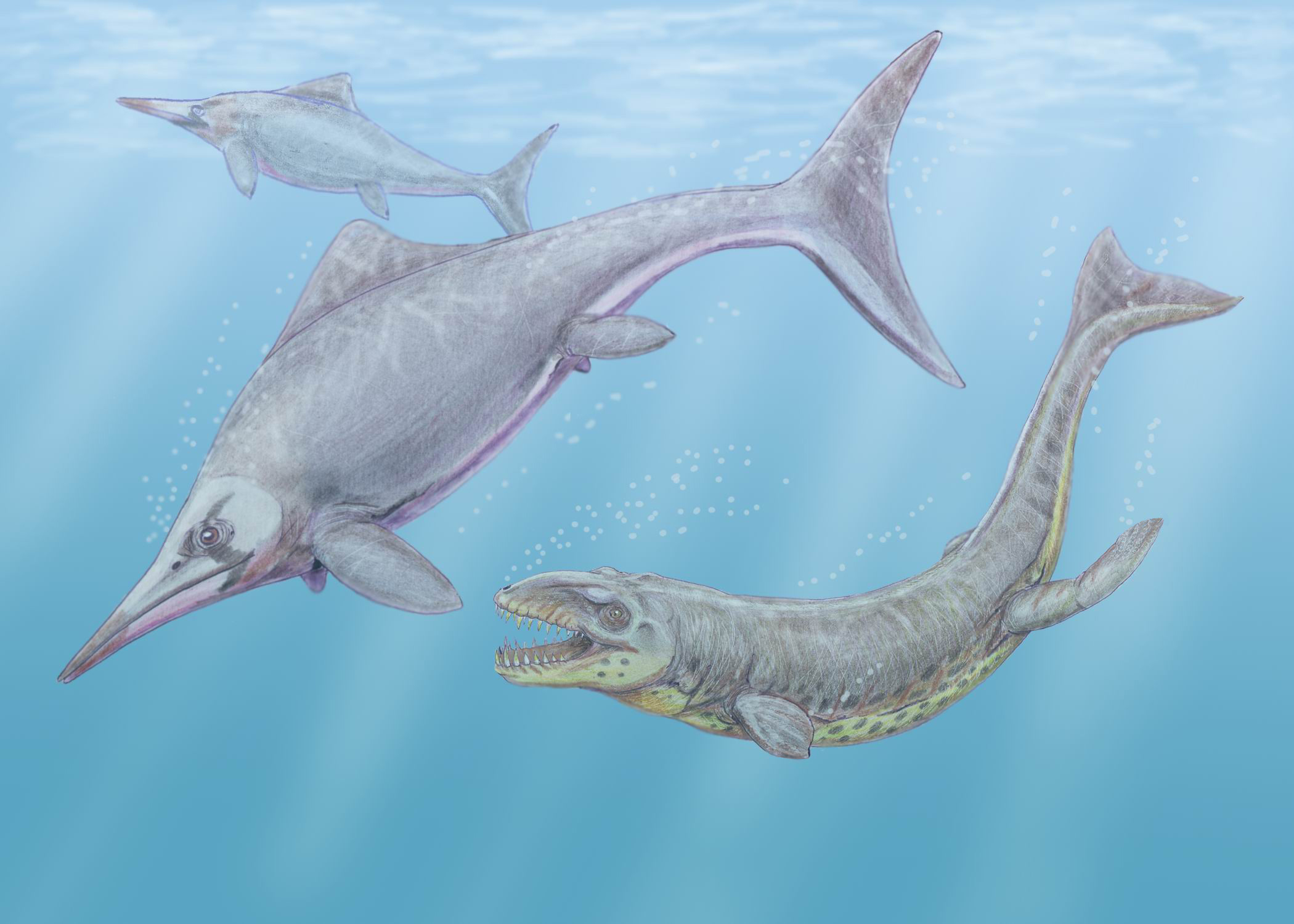
安地噬蜥鱷獵食一隻Caypullisaurus

### 食性
在海鱷類中，噬蜥鱷是唯一牙齒呈鋸齒狀、側向扁平，類似虎鯨；噬蜥鱷的體型也比其他地蜥鱷類大。這些特徵顯示噬蜥鱷是種頂級掠食者。
噬蜥鱷的上顳孔（Supratemporal fenestrae）大，上顳孔可提供內收肌的附著點，這意味達寇龍的咬合力大。噬蜥鱷的頭骨呈三角形，牙齒大、呈鋸齒狀、齒根深（類似上龍類），意味噬蜥鱷會採猛烈撕咬獵物身體的方式為食。

## 外部連結
- Scientists reveal prehistoric terror（页面存档备份，存于） - CNN
- Illustration（页面存档备份，存于） - National Geographic